# Mikael Barseghyan
Mikhail Artemievich Parsegov (tiếng Nga: Михаил Артемьевич Парсегов; 15 tháng 6 năm 1899 - 26 tháng 4 năm 1964), tên gốc tiếng Armenia là Mikael Barseghyan (Միքայել Բարսեղյան), là một chỉ huy quân sự Liên Xô người Armenia, Thượng tướng pháo binh (1958) và Anh hùng Liên Xô (1940).

## Thủa đầu
Parsegov sinh ra tại làng Madatkent (nay là Kolkhozashen) ở Nagorno-Karabakh, trong một gia đình Armenia. Cha làm thợ gốm, mẹ phụ việc gia đình. Ở tuổi 12, Parsegov không còn cha mẹ và đi làm việc ở Trung Á. Parsegov làm việc tại một xưởng ginnery ở thành phố Andijan.
Parsegov được biên chế vào Quân đội Đế quốc Nga năm 1916. Từ tháng 9 năm 1916 đến tháng 11 năm 1917, ông phục vụ trong Chiến tranh thế giới thứ nhất ở Mặt trận Kavkaz, ban đầu là binh nhì trong các đơn vị pháo binh, sau đó là chỉ huy khẩu đội với cấp bậc sĩ quan pháo binh cao cấp.
Năm 1918, Parsegov tự nguyện gia nhập Hồng quân Liên Xô. Cùng năm đó, ông được kết nạp vào Đảng Cộng sản Liên minh (những người Bolshevik). Ông bắt đầu phục vụ tại pháo đài Andijan với tư cách là trợ lý chỉ huy trung đội, sau đó một thời gian ông làm chỉ huy của pháo đài này. Từ tháng 11 năm 1918 đến tháng 11 năm 1919, với tư cách là chỉ huy trung đội chiến đấu trên Mặt trận Turkestan, chiến đấu chống lại Basmachi - ở các khu vực Andijan, Kokand, Namangan, Skobelevsky; mùa xuân năm 1919, ông bị thương. Tháng 2 năm 1920 - tháng 7 năm 1921, là một phần của Mặt trận Bukhara, ông tham gia vào việc thanh lý các băng đảng của tiểu vương Bukhara. Kể từ tháng 7 năm 1921 - chỉ huy đơn vị pháo binh. Ông đã kết thúc Nội chiến với tư cách là một chỉ huy đơn vị.
Năm 1922, Parsegov tốt nghiệp khóa học chỉ huy pháo binh ở Tashkent. Ông phục vụ tại Quân khu Leningrad: từ tháng 11 năm 1922 - chỉ huy pháo đội; từ tháng 2 năm 1923 - Chỉ huy trưởng liên lạc của Trung đoàn 14 Biệt động hạng nặng thuộc Quân đoàn súng trường 11; kể từ tháng 11 năm 1924 - người đứng đầu của khẩu đội hóa học. Năm 1926, ông tốt nghiệp Khóa học nâng cao về pháo binh cho các sĩ quan chỉ huy, sau đó ông được bổ nhiệm làm chỉ huy khẩu đội huấn luyện của một sư đoàn pháo hạng nặng độc lập, và vào tháng 2 năm 1927 - chỉ huy khẩu đội huấn luyện của Sư đoàn pháo hạng nặng dã chiến số 13. Từ tháng 3 năm 1928, ông tạm thời chỉ huy Sư đoàn 3 thuộc Trung đoàn Pháo hạng nặng thuộc Quân đoàn Súng trường 13, và từ tháng 4 năm 1929, là Sư đoàn của Trung đoàn Súng trường 13. Từ tháng 8 năm 1930 - chỉ huy Tiểu đoàn Pháo binh Lãnh thổ Biệt động số 5 thuộc Quân khu Volga. Kể từ tháng 11 năm 1931 - chỉ huy và chính ủy Trung đoàn Pháo binh Ural 57 của Quân khu Transbaikal.
Từ năm 1932, Parsegov theo học tại Học viện Quân sự Frunze, tốt nghiệp năm 1936 với huy chương vàng. Sau đó vào tháng 5 năm 1936, ông được bổ nhiệm làm chỉ huy trưởng Trung đoàn pháo hạng nặng 69 thuộc Quân đoàn súng trường 19.

## Chiến tranh Mùa Đông
Vào tháng 7 năm 1937, Parsegov được thăng chức làm chỉ huy trưởng pháo binh của Quân khu Leningrad. Ngày 17 tháng 2 năm 1938, ông được trao cấp bậc chỉ huy lữ đoàn, và ngày 5 tháng 11 năm 1939 - là sư đoàn trưởng. Từ tháng 12 năm 1939, ông tham gia Chiến tranh Mùa đông, được bổ nhiệm làm chủ nhiệm pháo binh Tập đoàn quân 7 dưới quyền chỉ huy của Tư lệnh Kirill Meretskov. Là chỉ huy lực lượng pháo binh của tập đoàn quân, Mikhail Parsegov liên tục đi từ đơn vị này sang đơn vị khác, dạy cho lính pháo binh cách trinh sát, phát hiện và phá hủy hầm trú ẩn của địch, bẫy mìn và các công sự khác và hỏa lực. Các đơn vị pháo binh của Tập đoàn quân 7 dưới sự chỉ huy của Mikhail Parsegov đã phá hủy nhiều công sự và điểm bắn của địch, mở đường cho bộ binh tiến công. Các xạ thủ của Mikhail Parsegov đặc biệt nổi bật tại Lipolo và trong các trận chiến trên hướng Trongsund. Vào đầu tháng 3 năm 1940, sau khi chuẩn bị pháo binh mạnh mẽ và kéo dài, Phòng tuyến Mannerheim bị phá vỡ. Các cánh quân của Tập đoàn quân 7 tiến hành các cuộc tấn công mang tính chất quyết định.
Theo nghị định của Đoàn Chủ tịch Hội đồng tối cao Liên Xô ngày 21 tháng 3 năm 1940, vì sự gương mẫu thực hiện các nhiệm vụ chiến đấu của bộ chỉ huy và lòng dũng cảm và chủ nghĩa anh hùng, chỉ huy Mikhail Artemyevich Parsegov đã được tặng danh hiệu Anh hùng Liên bang Xô viết với phần thưởng Huân chương Lenin và huân chương Sao vàng. Cùng ngày, ông được trao quân hàm Tư lệnh quân đoàn.
Vào tháng 4 năm 1940, Parsegov tham gia cuộc họp tại Ủy ban Trung ương Đảng Cộng sản Liên minh (những người Bolshevik) về việc thu thập kinh nghiệm trong các hoạt động quân sự chống lại Phần Lan, nơi ông bày tỏ sự không hài lòng với công việc tình báo và không được đào tạo đầy đủ. của các sĩ quan dự bị, và cũng ghi nhận vai trò cốt yếu của pháo binh trong việc đột phá các khu vực kiên cố. Ngày 4 tháng 6 năm 1940, ông được tái chứng nhận là Trung tướng Pháo binh.
Ngày 26 tháng 7 năm 1940, Parsegov được bổ nhiệm làm Tổng thanh tra pháo binh của Hồng quân. Tại một cuộc họp của ban lãnh đạo cấp cao của Hồng quân vào ngày 23-31 tháng 12 năm 1940, ông bày tỏ sự không hài lòng với việc đào tạo các chỉ huy. Kể từ tháng 6 năm 1941 - chỉ huy trưởng pháo binh của Quân khu đặc biệt Kyiv.

## Chiến tranh vệ quốc vĩ đại
Khi Chiến tranh Vệ quốc Vĩ đại bùng nổ, Parsegov đang giữ chức vụ chỉ huy trưởng pháo binh của Phương diện quân Tây Nam (tức là ở cùng một vị trí). Ông đã tham gia vào Chiến dịch Phòng thủ Kyiv. Che dấu sự rút lui của quân đội Liên Xô, các binh sĩ pháo binh dưới sự chỉ huy tài giỏi của Parsegov đã gây ra thiệt hại đáng kể về thiết bị và nhân lực của đối phương. Vì điều này, cuộc tiến công của kẻ thù vào Kiev đã bị trì hoãn hơn hai tháng.
Vào mùa thu năm 1941, Parsegov tham gia Chiến dịch Phòng thủ Donbas. Trong cuộc phản công gần Mátxcơva, ông đã lên kế hoạch khéo léo và chỉ đạo rõ ràng cho các lực lượng pháo binh của cánh phải Phương diện quân Tây Nam trong Chiến dịch tấn công Yelet. Từ ngày 24 tháng 12 năm 1941, Parsegov là chỉ huy pháo binh của hướng Tây Nam. Ông đã tạo nên sự khác biệt trong Chiến dịch tấn công Barvenkovo – Lozovaya. Từ ngày 5 tháng 3 năm 1942 ông là tư lệnh Tập đoàn quân 40 của Phương diện quân Tây Nam, chuyển giao vào tháng 5 năm 1942 cho Phương diện quân Bryansk.
Theo tham mưu trưởng của Mặt trận Bryansk, Mikhail Kazakov:
Tư lệnh Tập đoàn quân 40 Mikhail Parsegov là một người sắc sảo; đôi khi ông không có đủ kiên nhẫn để phân tích chi tiết tình hình. Tôi vẫn nhớ một trong những cuộc nói chuyện của anh ấy với chỉ huy mặt trận. - Anh đánh giá thế nào về khả năng phòng ngự của mình? - Philip Golikov hỏi. Sẽ không trượt ngay cả một con chuột- vị tư lệnh tự tin trả lời.— Mikhail Kazakov. Above the Map of Past Battles

Tập đoàn quân 40 tham gia Chiến dịch Phòng thủ Voronezh – Voroshilovgrad; ngày 30 tháng 6 năm 1942, quân địch, tập trung lực lượng lớn chống lại cánh phải của quân đội, xuyên thủng hàng phòng ngự của quân đội Liên Xô tại các thành phố Livny và Volchansk, dẫn đến việc bao vây nhiều bộ phận của Tập đoàn quân 40 và tiến nhanh về phía Voronezh. Vì kết cục này, Parsegov, người đang trong tình trạng căng thẳng tâm lý quá mức nghiêm trọng, đã bị cách chức vào ngày 3 tháng 7 năm 1942.
Cho đến ngày 26 tháng 7 năm 1942, Parsegov giữ chức vụ chỉ huy pháo binh dự bị, và sau đó được bổ nhiệm làm chỉ huy trưởng pháo binh của Phương diện quân Viễn Đông. Trên cương vị này, Parsegov đã có nhiều nỗ lực để tăng cường hiệu quả chiến đấu của các đơn vị pháo binh của Phương diện quân Viễn Đông, áp dụng vào thực tế tất cả những kiến thức và kinh nghiệm của mình trong một số cuộc chiến.
Trong Chiến tranh Xô-Nhật, Parsegov là chỉ huy trưởng pháo binh của Phương diện quân Viễn Đông số 2. Các đội quân do ông chỉ huy cùng với các đội quân từ các mặt trận khác đã phá tan các công sự kiên cố của quân Nhật và đánh bại Đạo quân Quan Đông. Ông khéo léo chỉ đạo pháo binh của mặt trận dồn ép sông Amur và sông Ussuri. Quân của ông đã tham gia giải phóng Cáp Nhĩ Tân và các thành phố, thị trấn khác của Trung Quốc, cũng như nam Sakhalin và quần đảo Kuril.

## Sau chiến tranh
Sau chiến tranh, Parsegov chỉ huy pháo binh của Quân khu Viễn Đông, và từ tháng 9 năm 1946, ông là phó chỉ huy pháo binh của Lực lượng Phương Bắc tại Ba Lan. Vào tháng 6 năm 1948, khi kết thúc các Khóa học Cao cấp tại Học viện Quân sự Cao cấp Kliment Voroshilov, ông được bổ nhiệm làm chỉ huy trưởng pháo binh của Quân khu Belorussia, và vào tháng 6 năm 1954, ông được chuyển đến Quân khu Leningrad giữ chức vụ tương tự. Ngày 18 tháng 2 năm 1958, ông được phong quân hàm Đại tướng Pháo binh; kể từ tháng 8 cùng năm, ông kiêm nhiệm chức vụ thành viên Hội đồng quân sự của Quân khu Leningrad. Vào tháng 5 năm 1961, ông bị thôi giữ chức vụ của mình. Từ tháng 8 năm 1961, ông được bổ nhiệm làm Trưởng Khoa 1 của Học viện Pháo binh Quân sự Mikhail Kalinin.
Parsegov mất ngày 27 tháng 4 năm 1964 tại Leningrad. Ông được chôn cất tại Nghĩa trang Bogoslovskoe của thành phố, với một bức tượng được đặt lên trên mộ của ông.
Tại Kolkhozashen, ngôi làng quê hương của Mikhail Parsegov, một tượng đài bán thân đã được dựng lên.

## Giải thưởng
- Huân chương Sao vàng Anh hùng Liên Xô (21/3/1940);
- Ba Huân chương Lenin (15 tháng 1 năm 1940, 21 tháng 3 năm 1940, 21 tháng 2 năm 1945);
- Bốn Huân chương Cờ Đỏ (22 tháng 2 năm 1938, 27 tháng 12 năm 1942, 5 tháng 11 năm 1944, 20 tháng 6 năm 1949);
- Huân chương Suvorov hạng 2 (8 tháng 9 năm 1945);
- Kỷ niệm chương “Năm Hồng quân công nhân và nông dân” (1938);
- Các huy chương khác.

## Cấp bậc quân sự
- Thiếu tá - ngày 30 tháng 12 năm 1935;
- Đại tá - ngày 21 tháng 12 năm 1937;
- Lữ đoàn trưởng - 17 tháng 2 năm 1938;
- Sư đoàn trưởng - ngày 5 tháng 11 năm 1939;
- Tư lệnh Quân đoàn - ngày 21 tháng 3 năm 1940;
- Trung tướng Pháo binh - 4 tháng 6 năm 1940;
- Thượng tướng Pháo binh - 18 tháng 2 năm 1958.